# SN 2001hw
SN 2001hw – supernowa odkryta 12 listopada 2001 roku w galaktyce A084815+4403. W momencie odkrycia miała maksymalną jasność 23,70m.